# Federació de Futbol de l'Àsia Occidental
La Federació de Futbol de l'Àsia Occidental, també coneguda per l'acrònim WAFF (en anglès: West Asia Football Federation), és l'òrgan de govern del futbol de les federacions de l'oest d'Àsia de la Confederació Asiàtica de Futbol (AFC). Va ser fundada l'any 2001 per les federacions d'Iran, Iraq, Jordània, Líban, Palestina i Síria. El 2009, s'hi van unir les federacions de Qatar, Emirats Àrabs Units i Iemen. El 2010, van ser quatre federacions més les que s'hi van adherir: Bahrain, Kuwait, Oman i l'Aràbia Saudita.
L'any 2014, l'Iran va abandonar la WAFF per incorporar-se a l'Associació de Futbol de l'Àsia Central (CAFA).
La WAFF és una de les cinc zones geogràfiques en què està dividida l'AFC i una de les sis confederacions que integren la Federació Internacional de Futbol Associació (FIFA).
La principal competició que organitza la WAFF és el Campionat de la Federació de futbol d'Àsia Occidental (en anglès: West Asian Football Federation Championship o WAFF Championship) que es disputa cada dos anys des de l'any 2000.
Des de 2005, i també en caràcter normalment biennal, la WAFF organitza la versió femenina de la competició anomenada WAFF Women's Championship.

## Membres de la WAFF
| Federació                                     | Selecció Nacional   |
| --------------------------------------------- | ------------------- |
| Associació de Futbol de Bahrain               | Bahrain             |
| Associació Iraquiana de Futbol                | Iraq                |
| Associació de Futbol de Jordània              | Jordània            |
| Associació de Futbol de Kuwait                | Kuwait              |
| Associació Libanesa de Futbol                 | Líban               |
| Associació de Futbol d'Oman                   | Oman                |
| Associació Palestina de Futbol                | Palestina           |
| Associació de Futbol de Qatar                 | Qatar               |
| Federació de Futbol de l'Aràbia Saudita       | Aràbia Saudita      |
| Associació Siriana de Futbol                  | Síria               |
| Associació de Futbol dels Emirats Àrabs Units | Emirats Àrabs Units |
| Associació de Futbol del Iemen                | Iemen               |